# Croce della Misericordia di San Casciano
La Croce della Misericordia di San Casciano è un crocifisso sagomato e dipinto di Simone Martini e bottega, realizzato verso il 1321-1322 circa e conservato nella chiesa della Misericordia di San Casciano in Val di Pesa.

## Storia
Ferdinando Rondoni, compilando il catalogo generale per conto della Soprintendenza fiorentina del Regno nel 1854, schedò per primo l'opera, riferendola genericamente alla scuola giottesca. Nel 1889 fu di nuovo catalogata da Guido Carocci, che la descrisse come «dipinto pregevole di scuola fiorentina della prima metà del XIV secolo». Un funzionario non identificabile corresse poi la scheda in un momento imprecisato cancellando "di scuola fiorentina" e scrivendovi "di Simone Martini". Non si conosce dunque chi formulò per primo questa attribuzione, che tuttavia appare già data per consolidata nel 1912, durante la mostra senese su Duccio di Buoninsegna, quando Giacomo De Nicola pubblicò la croce con attribuzione senza ombra di dubbio a Simone.
La datazione dell'opera viene di solito riferita dopo gli affreschi assisiati della cappella di San Martino (1318), tra il Polittico di Santa Caterina d'Alessandria (1320) e i lavori per Orvieto (fino al 1324). 

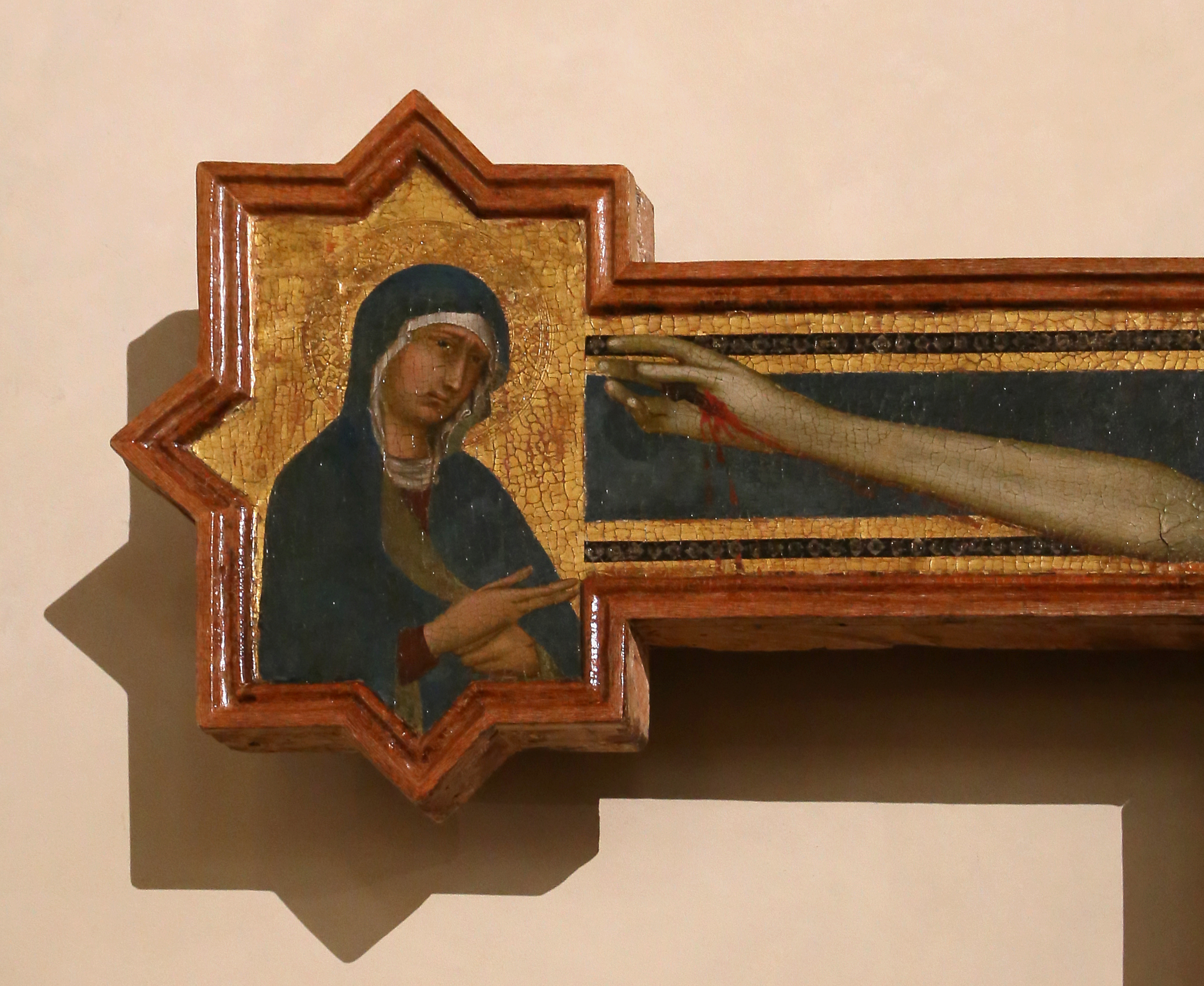
Madonna dolente

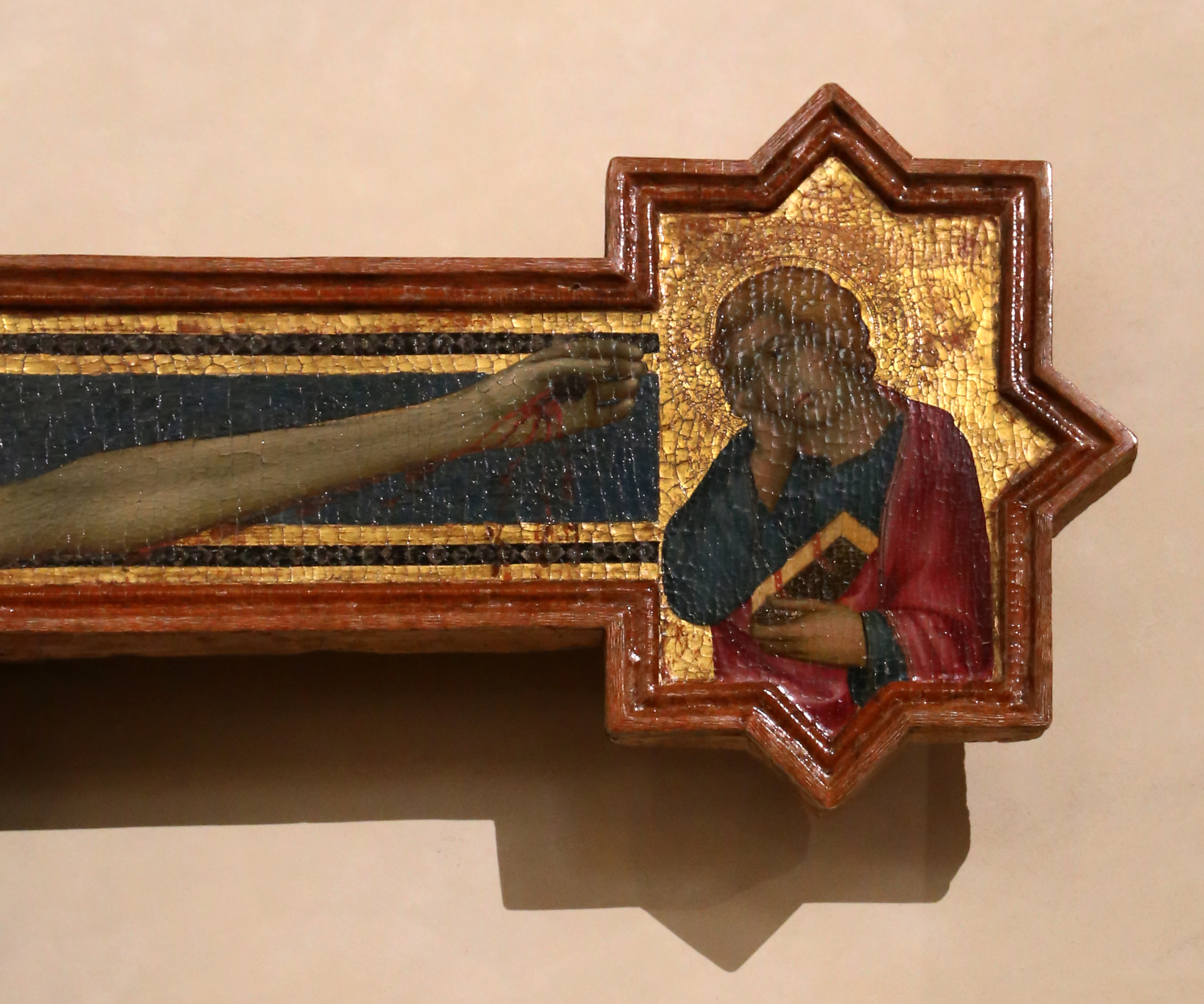
San Giovanni dolente

Forse si tratta del crocifisso pagato nel 1321 per la Cappella dei Nove nel Palazzo pubblico di Siena, opera sicuramente legata a una committenza ai massimi livelli, che giustificherebbe l'altissima qualità. Non si sa tuttavia come sia arrivata a San Casciano, cittadina vicina a Siena, ma sempre sotto il dominio fiorentino: forse lo spostamento risale a dopo il XVI secolo, quando Siena fu assoggetata da Firenze. La chiesa oggi detta della Misericordia di San Casciano dopotutto non venne fondata - come Santa Maria al Prato - prima del 1335 dai frati domenicani di Santa Maria Novella, quindi  quando Simone era già in partenza per Avignone e non avrebbe potuto dipingere per questa chiesa. Si è ipotizzato anche che la croce potesse provenire da Firenze, magari proprio dalla chiesa di Santa Maria Novella, ma senza riscontri documentari.
La croce è stata sottoposta a un accurato restauro dell'Opificio delle Pietre Dure, concluso con la ricollocazione dell'opera nel 2019.

## Descrizione e stile
La croce ha una tipica impostazione gotica, con le estremità stellate, ed è integra ad eccezione della base dove doveva trovarsi una rappresentazione del Golgota, forse tagliato via nel XVI secolo per ricollocare la croce presso un altare, piuttosto che appesa. Il Cristo è rappresentato nella posa "dolente", con le ginocchia piegate sulla sinistra, secondo una tipologia iconografica inaugurata da Giotto e in seguito diffusissima. In alto si trova la tabella con l'INRI, e ai lati la Madonna e san Giovanni dolenti, probabilmente di mano di un assistente. Il corpo di Cristo mostra una delicata rappresentazione anatomica, con studiati passaggi chiaroscurali che modellano un corpo morbido e sinuoso, ma pieno di viva presenza. Il perizoma è trasparente, con fasce decorative che corrono deformandosi efficacemente lungo le pieghe, e sullo sfondo si trovano motivi geometrici, desunti dalla produzione tessile coeva, soprattutto della seta. Il patetismo della scena è sfumato nella luce calda e morbida, che crea le condizioni per una serena contemplazione della scena. La pennellata che indugia sui particolari raffinati, come le ferite sulla fronte dovute alla corona di spine, rafforza l'attribuzione a Simone, che appare oggi indiscussa.
La tavola venne realizzata senza lesinare nei materiali: oro, argento (nei motivi serici e sul perizoma), stagno, terre e minerali pregiati per i pigmenti, come l'azzurrite. 
I dolenti appaiono invece più convenzionali, senza una marcata accentuazione espressiva e con un chiaroscuro meno complesso, facendoli ritenere opera di un aiuto di bottega, pur valente.